# Tesshō Genda
Tesshō Genda (jap. 玄田 哲章 Genda Tesshō; ur. 20 maja 1948) – japoński seiyū, aktor dubbingowy oraz narrator. W lutym 2010 otrzymał nagrodę Merit Awards na uroczystościach Seiyū Awards za osiągnięcia artystyczne. Pracuje dla 81 Produce.
Dubbingował takich aktorów jak Arnold Schwarzenegger, Sylvester Stallone, Dan Aykroyd, Samuel L. Jackson, Laurence Fishburne, John Goodman, Nick Nolte, Gérard Depardieu, Steven Seagal i John Candy.

## Role głosowe
- Wojna planet (1972–1974)
- Brave Raideen (1975–1976, God Raideen, Danny Amagai)
- Fantastyczny świat Paula (1976)
- Dokaben (1976–1979, Masami Iwaki)
- Baseballista (1977)
- Chōdenji Machine Voltes V (1977–1978, Daijirou Gou)
- Generał Daimos (1978)
- Yattaman (1979)
- Cyborg 009 (1979–1980, Mack, Mężczyzna w czerni, Thunder)
- Król Artur (1979, Lancelot)
- Mobile Suit Gundam (1979–1980, Slegger Law, Reed)
- Cudowna podróż (1980–1981, Golgo)
- Gigi (1981)
- D’Artagnan i trzej muszkieterowie (1981, Porthos)
- Dookoła świata z Willym Foggiem (1981, Mr. Sullivan)
- Hyakujūō Golion (1981–1982, Tsuyoshi Seidō) (Hunk-Voltron)
- Dr. Slump: Arale-chan (1981–1986, Suppaman)
- Urusei Yatsura (1981–1986, Rei)
- Mirai Keisatsu Urashiman (1983, Stinger Wolf)
- Miyuki (1983–1984, Torao Nakata)
- Starzan (1984, Ebirusu)
- Transformers (1984–1987, Convoy/Optimus Prime, Omega Supreme)
- High School! Kimengumi (1985–1987, Reietsu Gō)
- The Transformers (1985, Convoy)
- Mobile Suit Gundam ZZ (1986–1987, Gemon Bajakku, Desert Rommel)
- Dragon Ball (1986–1989, Shū, General White)
- Rycerze Zodiaku (1986–1989, Aldebaran)
- Baśnie braci Grimm – diabeł
- City Hunter (1987–1991, Umibouzu: Hayato Ishūin, Falcon)
- Mashin Hero Wataru (1988, Ryūjinmaru, Ryūōmaru)
- Saint Seiya: Zażarta walka bogów – Lung
- Piotruś Pan (1989, Alf)
- Przygody małego Nemo w krainie snów (1989, ojciec Nemo)
- Parasol Henbē (1989–1991, Gorita)
- Mashin Hero Wataru 2 (1990, Shinsei Ryūjinmaru, Ryūseimaru)
- 21-emon (1991, Scanray)
- Przygody Syrenki (1991, Duhdlee)
- Super Dan (1991-1992, Tamajūrō Ichigeki)
- Nangoku Shōnen Papuwa-kun (1992-1993, Itō)
- Cooking Papa (1992–1995, Ichimi Araiwa)
- YuYu Hakusho (1992–1995, Młodszy Toguro (Ototo))
- Shin-chan (1992), Action Kamen)
- Wojowniczki z Krainy Marzeń (1994–1995, Selece)
- Ghost in the Shell – (1995, Nakamura, dyrektor Sekcji 6)
- Midori no Makibaō (1996, Cascade)
- The Vision of Escaflowne (1996, Balgus)
- Dragon Ball GT (1996–1997, Shū)
- Chōmashin Eiyūden Wataru (1997–1998, Ryūjinmaru)
- Dr. Slump: Arale-chan (1997–1999, Suppaman)
- AWOL: Absent Without Leave (1998, Jim Hyatt)
- Cowboy Bebop (1998–1999, Domino Walker)
- Kakyūsei (Elf edition) (1999, Sadaoka)
- The Big O (1999–2000, Dan Dastun)
- Cybersix (1999–2000, Lucas)
- Dinozaur (2000, Bruton)
- Arjuna – córka Ziemi (2001, Onizuka)
- Mały kotek Feliks i przyjaciele (2001, Bull)
- Haré+Guu (2001, Boar)
- Mahoromatic (2001–2003, Yūichirō Konoe)
- Rave Master (2001–2002, Gale Leagrove)
- Z.O.E. Dolores,i (2001, James Lynx)
- Naruto (2002, Kurama/Kyūbi)
- The Big O (2003, Dan Dastun)
- Wolf’s Rain (2003, Sea Walrus)
- Zatch Bell! (2003–2006, Profesor D’Artagnan)
- Agatha Christie's Great Detectives Poirot and Marple (2004–2005, Kelvin)
- Transformers Super Link (2004–2005, Primus)
- Yakitate!! Japan (2004–2006, Tsuyoshi Mokoyama)
- Tōhai Densetsu Akagi (2005-2006, Yasuoka)
- Angel Heart (2005–2006, Umibozu/Falcon)
- Transformers Galaxy Force (2005–2006, Primus)
- Seto no Hanayome (2007, Luna's Father)
- Ken’ichi: Najsilniejszy uczeń w historii (2007, Sogetsu Ma)
- Golgo 13: Królowa Pszczół (2008)
- Shin Mazinger (2009, Narrator, Cross)
- Sengoku Basara: Samurai Kings (2009, Shingen Takeda)
- Heroman (2010, Brian Carter Jones)
- Panty & Stocking with Garterbelt (2010, Ostimus Surprise)
- Sengoku Basara: Samurai Kings II (2010, Shingen Takeda)
- Smile PreCure! (2012, Pierrot)
- JoJo's Bizarre Adventure: Stardust Crusaders (2014, Captain Tennille's impersonator)
- Black Bullet (2014, Shōma Nagisawa)
- Tokyo ESP (2014, Hotokeda)
- Heike monogatari (2021, Taira no Kiyomori)[1]
- Kekkon surutte, hontō desu ka – Kōichi Ōhara[2]

### Tokusatsu
- Akai Megane (Muroto Fumiaki)
- Kamen Rider (Skyrider) (głos Golden Jaguar)
- Ninja Sentai Kakuranger (głos Yōkai Senshi Nue)
- Mahō Sentai Magiranger (narrator, głos MagiPhone)
- Tensou Sentai Goseiger vs Shinkenger: Epic on Ginmaku (Madakodama)
- Kaizoku Sentai Gokaiger (głos MagiPhone)
- Talking Head (narrator)
- Ultraman Mebius (Yapool)
- Tokumei Sentai Go-Busters (Gorisaki Banana)